# 1912 Анубіс
1912 Анубіс (6534 P-L, 1938 DJ2, 1943 DD, 1968 HQ, 1912 Anubis) — астероїд головного поясу, відкритий 24 вересня 1960 року.
Тіссеранів параметр щодо Юпітера — 3,278.